# Hemithyrsocera dichroa
Hemithyrsocera dichroa är en kackerlacksart som först beskrevs av Morgan Hebard 1929.  Hemithyrsocera dichroa ingår i släktet Hemithyrsocera och familjen småkackerlackor. Inga underarter finns listade i Catalogue of Life.